# Cryphia cyanympha
Cryphia cyanympha is een vlinder uit de familie van de uilen (Noctuidae). De wetenschappelijke naam van de soort is voor het eerst geldig gepubliceerd in 1988 door Ferguson.